# Jack Owen
Jack Owen (Akron, New York, 1967. december 6. –) amerikai gitáros. 

## Pályafutása
A Cannibal Corpse nevű death metal banda alapítója és gitárosa volt az 1988-as megalakulásuktól egészen 2004-ig. Jellegzetes és technikás játékstílusa nagyban hozzájárult a zenekar arculatához, és óriási hatással volt/van a death metal műfajra is. Szakítását a stílus belefáradásába magyarázta, ezután a hard rockot játszó Adrift zenekarára koncentrált. Azonban 2007-től újra death metalt játszik miután gitárosként beszállt a legendás Deicide-ba.

## Lemezei
Cannibal Corpse
- Eaten Back to Life (1990)
- Butchered at Birth (1991)
- Tomb of the Mutilated (1992)
- The Bleeding (1994)
- Vile (1996)
- Gallery of Suicide (1998)
- Bloodthirst (1999)
- Gore Obsessed (2002)
- The Wretched Spawn (2004)

Deicide
- The Stench of Redemption (2006)
- Till Death Do Us Part (2008)